# عبد الجبار بن المعتمد
عبد الجبار بن المعتمد هو أحد أبناء المعتمد بن عبَّاد أمير إشبيلية وقرطبة في عصر ملوك الطوائف، اشتهر بشنِّه ثورة على المرابطين عقب قضائهم على مملكة أبيه. وصل عبد الجبار بعد سقوط دولة بني عبَّاد إلى حصن منت ميور، وكانت تسيطر عليه جماعة من الثوار الفارين من السجن، فولُّوه عليهم ظانِّنين أنه الراضي بن المعتمد. قويت سلطة عبد الجبار، وجاءت أمه إلى حصنه، ثم دعاه أهل مدينة أركش للقدوم إليهم، فأتى مدينتهم وضمَّها إليه عام 488 هـ. لكن عندما سمع يوسف بن تاشفين بأمر ثورة عبد الجبار أمر بتشديد ظروف سجن والده المعتمد، وتقييده بالحديد. رغم ذلك، فإنَّ بعض المؤرخين الحديثين يشيرون إلى أنَّ تحديد تاريخ ثورة عبد الجبار قد لا يكون دقيقاً. فرح المعتمد في البداية بثورة ابنه وتأمَّل خيراً، لكنه تخوَّف مما قد تجلبه عليه من إساءة المعاملة من المرابطين، وقال في ذلك «عرض بي للمحن ورضي لي أن أمتحن». وقد تهلَّل المعتمد وسعد عندما أنبئ بخبر الثورة أول مرة، واعتقد أنها قد تعيد له ملكه، وأثارت اشتياقه لأيام الحروب والمعارك، فقال في ذلك:
رغم ذلك، فإنَّ سكان المنطقة لم يكونوا راضين عن ثورة عبد الجبار، وسُرعَان ما زحف إليه القائد المرابطي سير بن أبي بكر وضرب الحصار على أركش، واستمرَّ الحصار لشهورٍ حتى أصيب عبد الجبار بسهمٍ في إحدى المعارك أرداه قتيلاً، وكان ذلك عام 490 هـ.

## كتب
- علي، أدهم (2000). المعتمد بن عبَّاد. الإدارة العامة للثقافة، وزارة الثقافة والإرشاد القومي، القاهرة - مصر.
- عنان، محمد عبد الله (1997). دولة الإسلام في الأندلس. مكتبة الخانجي، القاهرة. ISBN:977-505-082-4. {{استشهاد بكتاب}}: تأكد من صحة |isbn= القيمة: checksum (مساعدة)